# Клиновицкая, Арина
Арина Клиновицкая (фин. Arina Klinovitskaya; род. 21 января 1998, Санкт-Петербург, Россия) — финская фигуристка, выступавшая в танцах на льду. В паре с Юссивилле Партаненом была серебряным призёром чемпионата Финляндии (2020).

## Биография
Начала заниматься фигурным катанием в три года. На протяжении пятнадцати лет была фигуристкой-одиночницей. В двух сезонах входила в состав юниорской сборной Финляндии. В конце 2016 года из-за травм завершила карьеру в одиночном катании. Она обдумывала переход в танцы на льду, но на тот момент в Финляндии не нашлось партнёров. На два с половиной года её карьера приостановилась. В это время совмещала получение образования в спортивной области и работу тренером-хореографом.
По словам самой Клиновицкой, после ухода из одиночного катания она чувствовала, что не до конца реализовалась как фигуристка. В 2018 году она узнала о распаде финской танцевальной пары Сесилии Тёрн и Юссивилле Партанена, которые были трёхкратными чемпионами Финляндии и участниками чемпионата мира. Партанен почти год находился в поисках новой партнёрши. К Арине вернулось желание выступать в танцах на льду, в связи с чем она написала Партанену. Спустя короткое время они начали совместные тренировки. Катались под руководством Маурицио Маргальо.
Клиновицкая и Партанен провели один совместный сезон — 2019/20. В его течение они выступили на трёх турнирах. На международной арене стали девятыми на Santa Claus Cup, а также заняли девятое место в рамках Egna Dance Trophy. На национальном уровне взяли серебро чемпионата Финляндии 2020 года. В турнире первоначально были заявлены три танцевальных пары. Но прошлогодние победители Юулия Турккила и Маттиас Верслуйс пропустили чемпионат. В их отсутствие первенствовали Юка Орихара с Юхо Пириненом, которые обошли Клиновицкую и Партанена.
Пара была готова продолжать выступления, подготовив программы для сезона 2020/21. Но на международный лёд совместно они больше не выходили. По завершении карьеры фигуристки Клиновицкая вернулась к тренерской работе. Прошла подготовку в качестве тренера по одиночному катанию и танцам на льду. Вне спорта увлекается музыкой и кулинарией, посещает театры и концерты.

## Результаты
| Соревнования        | 19/20         |
| Международные       | Международные |
| ------------------- | ------------- |
| Egna Dance Trophy   | 10            |
| Santa Claus Cup     | 9             |
| Национальные        |               |
| Чемпионат Финляндии | 2             |